# Campeonato Panamericano de Béisbol Sub-12 de 2003
El Campeonato Panamericano de Béisbol Sub-12 de 2003 con categoría Infantil AA, se disputó en Guayaquil, Ecuador del 25 de julio al 3 de agosto de 2003. El oro se lo llevó Venezuela por séptima vez.

## Equipos participantes
- Aruba
- Brasil
- Colombia
- Ecuador
- Estados Unidos
- Guatemala
- Honduras
- México
- Panamá
- Perú
- Venezuela

## Resultados
| Posición | Selección      |
| -------- | -------------- |
|          | Venezuela      |
|          | Panamá         |
|          | México         |
| 4°       | Brasil         |
| 5°       | Ecuador        |
| 6°       | Colombia       |
| 7°       | Honduras       |
| 8°       | Perú           |
| 9°       | Aruba          |
| 10°      | Guatemala      |
| 11°      | Estados Unidos |